# Neumalsch
Neumalsch ist ein Ortsteil von Malsch und hat rund 600 Einwohner. Er liegt an der B3 zwischen Karlsruhe und Rastatt sowie westlich der  Muttergemeinde  Malsch.

## Geografie
Das Dorf liegt vollständig auf dem Hochgestade. Westlich, Richtung Durmersheim, sind große Flächen mit dem Hardtwald bedeckt. 

## Wirtschaft
Östlich der A5 ist ein groß angelegtes Industriegebiet, das wichtig für die lokale Wirtschaft ist. Außerdem befinden sich in dem Ort drei Baggerseen, von denen zwei noch in Betrieb sind.

## Persönlichkeiten
- Joseph Augenstein war ein deutscher Lokalpolitiker aus Malsch, der in die Wirren der Badischen Revolution verwickelt wurde. Die Familie Augenstein zog 1801 nach Neumalsch, wo Joseph aufwuchs. Noch heute wird daher in der Literatur oftmals fälschlicherweise Neumalsch statt Malsch als Geburtsort angegeben.